# یارس‌فلد
یارس‌فلد (به هلندی: Jaarsveld) یک منطقهٔ مسکونی در هلند است که در لوپیک واقع شده‌است. یارس‌فلد ۲۴۸ نفر جمعیت دارد.